# Distretto di Tianning
Il distretto di Tianning (天宁区S, Tiānníng QūP) è un distretto della Cina, situato nella provincia di Jiangsu e amministrato dalla prefettura di Changzhou.